# Gino van Kessel
Gino Ronald van Kessel (ur. 9 marca 1993 w Alkmaarze) – holenderski piłkarz z Curaçao występujący na pozycji pomocnika lub napastnika w klubie Gyirmót FC Győr. Reprezentant Curaçao.

## Kariera piłkarska
Swoją karierę piłkarską van Kessel rozpoczął w amatorskich klubach Kolping Boys i SV Vrone. Następnie trenował w juniorach Telstaru oraz AZ Alkmaar. W 2012 został zawodnikiem Ajaksu. W sezonie 2012/2013 został z niego wypożyczony do drugoligowca, Almere City. Zadebiutował w nim 18 stycznia 2013 w przegranym 0:1 domowym meczu z Helmond Sport. W Almere spędził pół sezonu.
Latem 2013 został wypożyczony do słowackiego FK AS Trenčín. 21 lipca 2013 zaliczył w nim swój debiut w pierwszej lidze słowackiej w przegranym 1:2 wyjazdowym meczu ze Spartakiem Trnawa. W sezonie 2013/2014 wywalczył z klubem z Trenczyna wicemistrzostwo Słowacji.
W 2014 odszedł z Ajaksu, do francuskiego drugoligowego klubu AC Arles-Avignon. Swój debiut w nim zanotował 29 sierpnia 2014 w zremisowanym 2:2 wyjazdowym meczu z Nîmes Olympique. W Arles grał przez pół sezonu.
Na początku 2015 ponownie został zawodnikiem FK AS Trenčín. W sezonie 2014/2015 został mistrzem kraju, a w maju 2015 zdobył z tym klubem Puchar Słowacji, pokonując w finale po serii rzutów karnych (po 120 minutach był remis 2:2) drużynę FK Senica. W sezonie 2015/2016 obronił z Trenčínem tytuł mistrzowski, z dorobkiem 17 bramek zostając królem strzelców słowackiej ligi i zdobył Superpuchar Słowacji. W kwietniu 2016 ponownie zdobył Puchar Słowacji (zagrał w zwycięskim 3:1 finale ze Slovanem Bratysława). Łącznie w 47 meczach strzelił dla Trenčína 23 gole.
Latem 2016 van Kessel przeszedł do Slavii Praga. Swój debiut w Slavii zaliczył 8 sierpnia 2016 w zremisowanym 2:2 domowym meczu z FK Zlín. W debiucie zdobył gola.
4 lutego 2017 został wypożyczony na pół roku do Lechii Gdańsk. W drużynie zadebiutował 25 lutego 2017 w wygranym 4:2, ligowym meczu z Cracovią i zanotował asystę przy ustalającej wynik spotkania, bramce Grzegorza Wojtkowiaka.
Po około półrocznym pobycie w gdańskim klubie był przemiotem kilku transferów i reprezentował barwy klubów angielskich (Oxford United), belgijskich (KSV Roesalare), cypryjskich (Olympiakos Nikozja), słowackich (Spartak Trnawa i ponownie AS Trencin). Obecnie jest zawodnikiem Gyirmót FC Győr, występującego w najwyższej węgierskiej klasie rozgrywkowej.

## Kariera reprezentacyjna
W reprezentacji Curaçao van Kessel zadebiutował 10 czerwca 2015 w zremisowanym 0:0 meczu eliminacji do MŚ 2018 z Kubą, rozegranym w Willemstad.

## Sukcesy

### Slavia Praga
- Mistrzostwo Czech: 2016/2017

### Trenčín
- Mistrzostwo Słowacji: 2014/2015, 2015/2016
- Puchar Słowacji: 2014/2015, 2015/2016

### Indywidualne
- Król strzelców Fortuna Liga: 2015/2016 (17 goli)